# Wapley
Wapley – wieś w Anglii, w hrabstwie ceremonialnym Gloucestershire, w dystrykcie (unitary authority) South Gloucestershire. Leży 14 km na północny wschód od miasta Bristol i 159 km na zachód od Londynu.